# Dicranomyia ozarkensis
Dicranomyia ozarkensis là một loài ruồi trong họ Limoniidae. Chúng phân bố ở miền Tân bắc.